# Icsca

交通卡用法

icsca（イクスカ）是以宮城縣仙台市為中心的地域所引入的IC卡乘車券。由仙台市交通局發行。另外，icsca也是仙台市的登錄商標。截至2017年4月一共發行約50萬張。

## 概要
2014年12月1日，仙台市交通局開始發行仙台圈地域的IC卡乘車券。仙台作為伊達家的水玉模樣陣羽織與森林之都，因此icsca卡採用綠色的水玉模樣設計的卡片。另外，伊達家的家紋有「竹雀」與輕鬆移動作為形象，故採用麻雀作為吉祥物。卡片設計及卡片吉祥物皆由居住在仙台市的畫家菅野麻衣子繪製。
同年12月6日，地下鐵南北線率先引入。翌年2015年12月6日，地下鐵東西線、市營巴士、宮城交通也跟隨引入。2016年3月26日起可以與Suica仙台地域互相互通用。
對於成為全國互相使用服務對應卡，雖然預計將來會支持，但目前仍不能通用。2016年3月26日起，全國互相使用服務對應卡可以用於icsca地域，但icsca不能用於其他IC卡地域，Suica首都圈、新潟地域也不能使用icsca。另外icsca也不能在新幹線、odeca地域（大船渡線、氣仙沼線BRT路段）與JR巴士東北上使用。

## 公司、路線

### 引入公司、路線
☆為發行公司。
- 仙台市交通局☆

-  仙台市地下鐵

■ 南北線（泉中央站 - 富澤站）
■ 東西線（八木山動物公園站 - 荒井站）
- 仙台市營巴士

路線巴士全線
Loople仙台
接駁巴士
- 宮城交通（日语：宮城交通）

路線巴士全線
高速巴士
- 仙台 - 山形線
- 仙台 - 上山線
- 仙台機場 - 山形線

接駁巴士
- 宮城巴士（日语：ミヤコーバス）

路線巴士
鹽釜營業所全線
吉岡營業所一部分路線
村田駐在所一部路線（高速巴士是除icsca的巴士地域以外的飛地，大河原站 - 川崎間的路線也是對象）
石卷營業所全線
高速巴士
- 仙台 - 石卷線
- 仙台 - 大衡線
- 仙台 - 村田、藏王町線

#### 其他可用公司、路線
- 東日本旅客鐵道 仙台地域[5]

■ 東北本線（矢吹站 - 小牛田站、一之關站、平泉站）
■ 利府線（岩切站 - 利府站）
■ 常磐線（小高站 - 岩沼站）
■ 仙山線（仙台站 - 愛子站、作並站、山寺站、山形站）
■ 仙石線（青葉通站 - 石卷站）
■ 仙石東北線（仙台站 - 石卷站）
■ 磐越東線（郡山站 - 船引站）
■ 磐越西線（郡山站、郡山富田站、磐梯熱海站、豬苗代站、會津若松站、喜多方站）
■ 陸羽東線（小牛田站 - 古川站、鳴子溫泉站）
■ 石卷線（小牛田站、石卷站）
■ 山形線（福島站、山形站）
- 仙台機場鐵道

■ 仙台機場線（名取站 - 仙台機場站）
另外，新幹線、氣仙沼線、大船渡線BRT路段與JR巴士東北不能使用icsca。另外首都圈與新潟地域也不能使用。

### icsca地域內可用的IC乘車券

IC乘車卡互相使用關係

交通系IC卡全國互相使用服務對應卡都可在icsca地域內使用。原則上icsca不能用於其他卡片對應地域。
- Suica（JR東日本） - 只限仙台地域的一部分（上述）可以與icsca互相通用。
- PASMO
- Kitaca（JR北海道）
- TOICA（JR東海）
- manaca（名古屋交通開發機構（日语：名古屋交通開発機構）、mic）
- ICOCA（JR西日本）
- PiTaPa（Surutto KANSAI（日语：スルッとKANSAI））
- SUGOCA（JR九州）
- nimoca（西日本鐵道集團的nimoca有限公司）
- Hayakaken（福岡市交通局）

## 外部連結
- IC卡乘車券 icsca（页面存档备份，存于） 仙台市交通局
  - icsca使用指南（页面存档备份，存于）
- icsca（页面存档备份，存于） 宮城交通
- icsca（イクスカ）でもまるっとポイントを貯めて・使えます！（页面存档备份，存于） まるっとナビ

Template:仙台市交通局
Template:宮城集團